# Javier Bustinduy
Javier Bustinduy Fernández (prononcé en espagnol : [xaˈβjɛɾ βusˈtĩn̪dwi fɛɾˈnãn̪dɛθ]) est un ingénieur et homme d'affaires espagnol né en 1949 à Madrid et mort en mars 2016 dans la même ville.
Ingénieur formé à Madrid et aux États-Unis, il est responsable d'entreprises de transports publics tout au long des années 1980. Entre 1988 et 1992, il révolutionne les Cercanías pour en faire un réseau express régional moderne.

## Biographie

### Vie privée
Javier Bustinduy Fernández naît à Madrid en 1949. Il meurt en 2016 dans la même ville.
Il est l'époux d'Ángeles Amador, ministre de la Santé de 1993 à 1996, et le père de Pablo Bustinduy, qui sera notamment responsable des questions internationales du parti Podemos.

### Études et carrière
Javier Bustinduy obtient une licence de l'université polytechnique de Madrid en 1973 avec distinction, puis une maîtrise universitaire en sciences du Massachusetts Institute of Technology (MIT), dont il est l'un des premiers Espagnols diplômés, trois ans plus tard. Pendant ce séjour aux États-Unis, il suit des cours d'architecture et urbanisme à l'université Harvard. Il devient ensuite ingénieur civil,.
Il est d'abord consultant auprès de l'entreprise Eyser, qui en fait son directeur des Études et des Projets de transport. Il est recruté en 1983 par la société gestionnaire du Métro de Madrid, dont il est nommé directeur l'année d'après.
En 1988, il devient directeur des Cercanías de Renfe, deux ans après un mouvement de colère des passagers au cours duquel plusieurs employés de Renfe ont été agressés. Pendant quatre ans, il va révolutionner ce mode de transport qui gravite uniquement autour des grandes gares madrilènes, remplaçant l'achat systématique d'un billet pour un horaire précis par un abonnement et mettant en œuvre un système de cadencement, déployant le réseau dans les grandes villes et créant de nombreuses voies nouvelles dans la métropole madrilène.
Il retourne dans le secteur privé en 1992 en créant BB&J, entreprise d'expertise-conseil et de génie civil dans le domaine des transports. Dans le cadre de la conception du métro léger de Malaga, il invente ce qui sera connu comme la « solution Bustinduy » : à la station de correspondance El Perchel, les rames de la ligne 1 allant vers l'ouest et celles de la ligne 2 roulant vers l'est se croisent sur le même quai, et de même au niveau inférieur pour les trains circulant en sens inverse, ce qui permet une correspondance de lignes en seulement sept mètres de marche.